# Casa Nova d'en Josepet
La casa Nova d'en Josepet és una masia d'Anglès inclòs a l'Inventari del Patrimoni Arquitectònic de Catalunya.

## Descripció
És un edifici aïllat de dues plantes cobert amb teulada de doble vessant a laterals amb cossos afegits als dos costats amb teulada d'un sol vessant. La masia original ha estat reformada i només en resta l'estructura.
Totes les obertures són fetes d'obra. Les de la planta baixa són rectangulars i les del primer pis són arcades de mig punt emmarcades de rajol i ampits fets de placats de pedra. La porta principal és emmarcada de rajol i amb forma d'arc rebaixat.
Al costat dret de l'edifici original hi ha un adossat de dues plantes on, al primer pis, hi ha una doble arcada emmarcada de rajol amb pilar quadrangular també de rajol.
El teulat segueix la tipologia de cornisa catalana i la façana està arrebossada de ciment sense pintar.

## Història
Per informació dels propietaris, sembla que hi hagué una antiga reforma el 1887, com testimonia una llinda actualment descontextualitzat.
Actualment s'està procedint a unes obres de reforma i rehabilitació del mas en què s'ha dividit l'interior en tres parts diferenciades, que funcionaran com a habitatges.